# Jan Maklakiewicz
Jan Adam Maklakiewicz (Chojnata, 24 november 1899 – Warschau, 7 februari 1954) was een Pools componist, muziekpedagoog, dirigent, organist en muziekcriticus. Hij was het derde van twaalf kinderen van het echtpaar Jan en Rozalia Izbica Maklakiewicz. Twee van zijn broers, namelijk Franciszek Maklakiewicz en Tadeusz Wojciech Maklakiewicz waren eveneens componisten. Hij is de oom van de Poolse theater- en filmacteur Zdzisław Maklakiewicz.

## Levensloop
Maklakiewicz kreeg zijn eerste muziekles (orgel, viool, altviool en piano) van zijn vader. In 1905 vertrok de hele familie naar Mszczonów waar zijn vader een aanstelling kreeg als organist en koorleider aan de parochiekerk; tegelijkertijd werd hij dirigent van het brandweer-harmonieorkest aldaar. Hij kreeg later lessen op de muziekschool "Fryderyk Chopin" in Warschau bij Felicjan Szopski, Michal Biernacki (harmonie en contrapunt) en  Leopold Binental (viool). Van 1922 tot 1925 studeerde hij aan het conservatorium van Warschau compositie bij Roman Statkowski. Met een studiebeurs kon hij in 1926 en 1927 aan de École Normale de musique de Paris in Parijs bij Paul Dukas zijn compositiestudies voltooien.
Hij was van 1927 tot 1929 docent voor muziektheorie en koorleider aan het Helena Kijeńska-Dobkiewicz-conservatorium in Łódź. Vervolgens werd hij docent voor muziektheorie aan de Fryderyk Chopin Universiteit voor Muziek in Warschau. In 1932 werd hij eveneens organist en dirigent van het koor aan de Heilig-Kruiskerk in Warschau. Verder was hij dirigent van het koor "Znicz" van het stedelijke gasbedrijf, van het koor en het orkest van de wapen- en munitiefabriek "Fort Bema" en het jeugdkoor van de handelsacademie "Lira" aan de Universiteit van Warschau. In 1939 brandde het woonhuis van Maklakiewicz in Warschau geheel af. Daarbij werden de meeste manuscripten van zijn composities, maar ook een deel van de composities van zijn broer Franciszek Maklakiewicz vernietigd.
Als muziekcriticus was hij werkzaam voor het dagblad "Kuriera Porannego". Verder was hij in 1934 oprichter van het maandblad "Chór" van de Poolse koorfederatie.
Na de Tweede Wereldoorlog was hij van 1945 tot 1947 directeur van het concertgebouw van de Nationale Filharmonie in Krakau. In 1947 en 1948 was hij als opvolger van Andrzej Panufnik dirigent van het Filharmonisch Orkest van Warschau. Vanaf 1949 werd hij professor voor compositie, orkestratie en contrapunt aan de Staatshogeschool voor Muziek. Tot zijn belangrijkste studenten behoren Jerzy Tyszkowski, Antoni Szaliński, Miłosz Magin en Benedykt Konowalski.
Hij stierf als gevolg van een medisch verkeerde diagnose van zijn tyfus op 7 februari 1954. Hij werd postuum onderscheiden met het Officierskruis van de Poolse Orde Polonia Restituta. In Mszczonów, Krakau, Poznań en Warschau zijn straten naar hem vernoemd.

## Composities

### Werken voor orkest

#### Symfonieën
- 1927 Symfonie nr. 2 "Heilige God", voor bariton solo, gemengd koor en orkest
- Symfonie nr. 1 (vernietigd - verloren gegaan)

#### Concerten voor instrumenten en orkest
- 1929 Concert op een Gregoriaans thema, voor cello en orkest
- 1929 Concertino quasi una fantasia, voor mezzosopraan, piano en orkest
- 1930 Concert, voor viool en orkest
- 1952 Concert nr. 2 - Góralski, voor viool en orkest

#### Andere werken voor orkest
- 1922 Wariacje symfoniczne (Symfonische variaties)
- 1931 Tango symfoniczne (Symfonische tango), voor orkest
- 1935 Ostatnie werble (De laatste kleine trom), symfonisch gedicht voor de herdenking aan Józef Piłsudski
- 1937 Przekupka warszawska, voor orkest
- 1938 Maik, Poolse danssuite voor orkest
- 1939 Uwertura koncertowa (Concert ouverture)
- 1939-1944 Grunwald, symfonisch gedicht
- 1947 Uwertura praska (Praag ouverture), voor orkest
- 1948 Śląsk pracuje i śpiewa (Silezië werkt en zingt), folk suite voor tenor (solo), vrouwen-, mannen- en gemengd koor en orkest
- 1951 Suita tańców łowickich, voor orkest
- 1953 Tryptyk morski (Zee triptiek), voor mannenkoor en orkest

### Missen en andere kerkmuziek
- 1944 Msza polska (Poolse mis), voor sopraan (of tenor), gemengd koor en orgel - tekst: M. H. Szpyrkówn

### Muziektheater

#### Balletten
| Voltooid in | titel                                           | aktes    | première                            | libretto     | choreografie |
| ----------- | ----------------------------------------------- | -------- | ----------------------------------- | ------------ | ------------ |
| 1934        | Shiwohumi                                       |          |                                     |              |              |
| 1938        | Cagliostro w Warszawie (Cagliostro in Warschau) | 3 scènes | 8 januari 1947, Poznań, Staatsopera | Julian Tuwim |              |
| 1950        | Złota kaczka                                    | 5 scènes | 12 mei 1951, Bytom, Opera Śląska    |              |              |

### Vocale muziek

#### Cantates
- 1949 Zabrze (versie 1), cantate voor mannen- of gemengd koor en orkest

#### Werken voor koor
- 1929 Pięć pieśni ludowych (Vijf volksliederen), voor gemengd koor
- 1929 Leciały gąsańki, voor gemengd koor
- 1931 Pieśń o chlebie powszednim (Lied van het dagelijkse brood), voor gemengd koor en orkest
- 1935 Trzy struny, voor mannenkoor
- 1946 Kołysanka (Wiegenlied) (versie 1) voor mannenkoor, (versie 2) voor gemengd koor - tekst: Konstanty Ildefons Galczynsk
- 1949 Zabrze, voor mannen- of gemengd koor
- Beskidzki Harnasiu, voor gemengd koor a capella - tekst: Julian Relmschtissel
- Elegy after Roman Statkowski's Death, voor gemengd koor

#### Liederen
- 1927 Les vierges aux crépuscules / O zmierzchu (In de schemering), voor 2 mezzosopranen, dwarsfluit, altviool en harp
- 1928 Pieśń o burmistrzance, voor zangstem en piano
- 1928 Du bist wie eine Blume, voor zangstem en piano
- 1930 Cztery pieśni japońskie (Vier Japanse liederen), voor sopraan en orkest - tekst: Riociu Umeda
- 1946 Cztery pieśni (Vier liederen), voor hoge zangstem en orkest
- 1947 Madonny (Madonna), vijf liederen voor sopraan en orkest
- 1947 Kołysanka (Wiegelied) (versie 3) voor zangstem en piano
- 1948 Suita łowicka", voor sopraan, gemengd koor en orkest

### Kamermuziek
- 1927 Suita huculska (Suite montagnarde), voor viool en piano
- 1927 Romance, voor dwarsfluit en piano
- 1927 Tryptyk (Triptiek), voor cello en piano
- 1928 Reflexions, voor viool en piano
- 1929 Negers Heimweh, voor viool en piano

### Werken voor orgel
- 1927 Prelude